# Austin A90 Atlantic
El Austin A90 Atlantic es un automóvil británico que fue producido por la Austin Motor Company desde 1949 hasta 1952. Se lanzó inicialmente como un convertible de cuatro asientos, haciendo su debut en el Salón del Automóvil de Earls Court de 1948 en Londres, con modelos de serie construidos entre la primavera de 1949 y finales de 1950. Un año después le siguió un cupé de dos puertas, comercializado como A90 Atlantic Sports Saloon. Se había presentado en el Salón del Automóvil de 1949 y se fabricó en Longbridge entre 1950 y 1952.

## Desarrollo

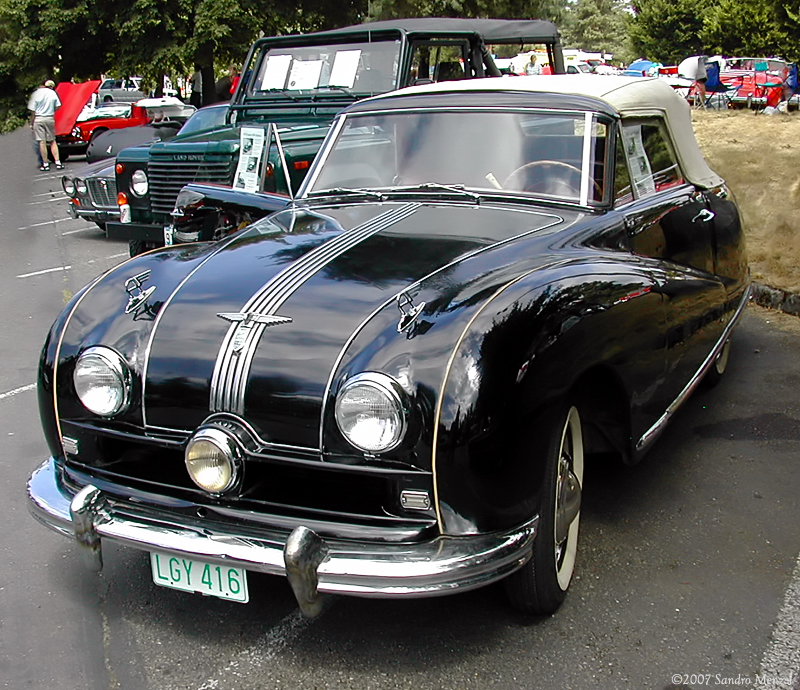
Austin A90 Atlantic Convertible: un descapotable de cuatro asientos (1950)

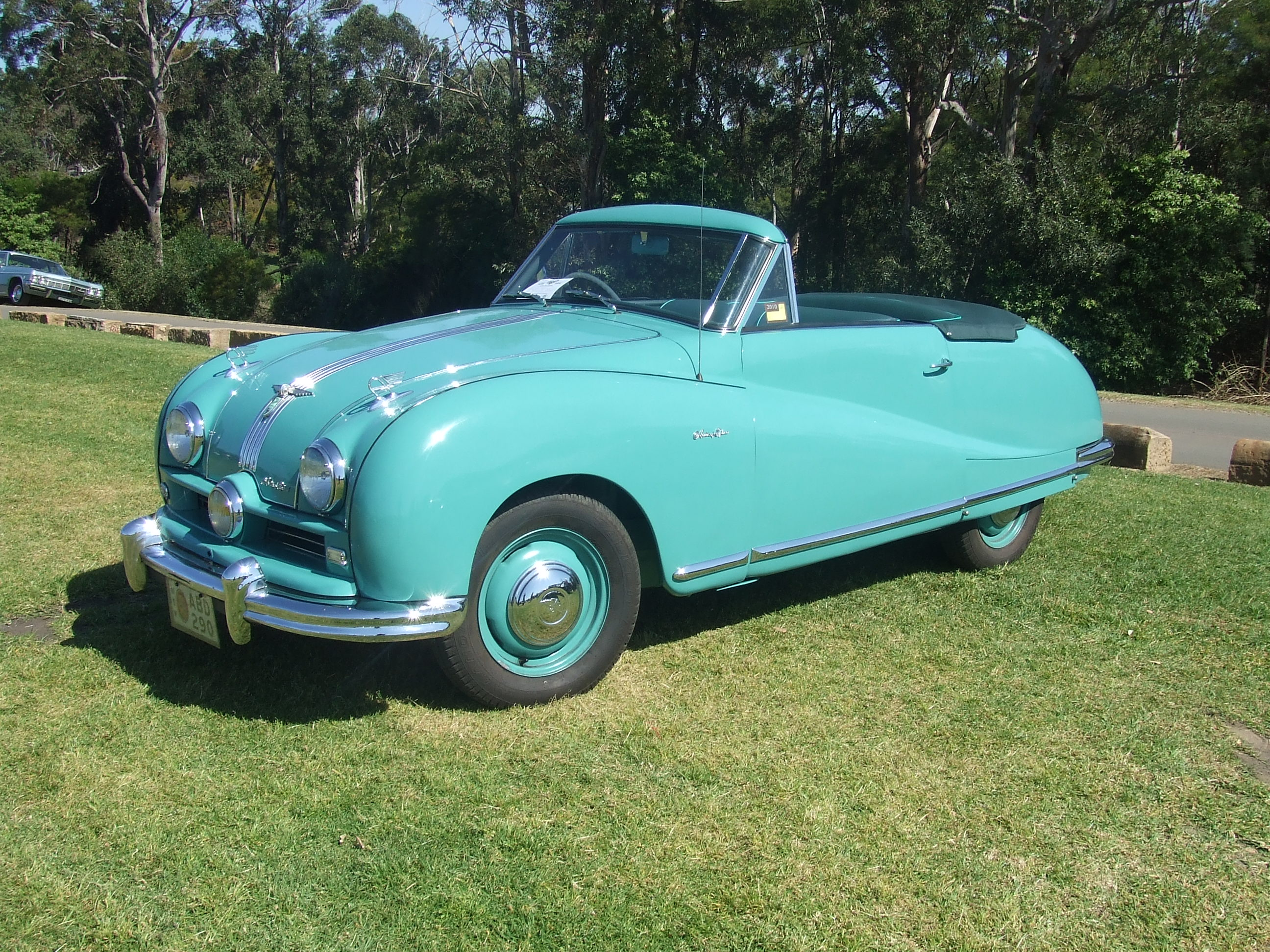
Austin A90 Atlantic Sports Convertible (con la capota bajada)

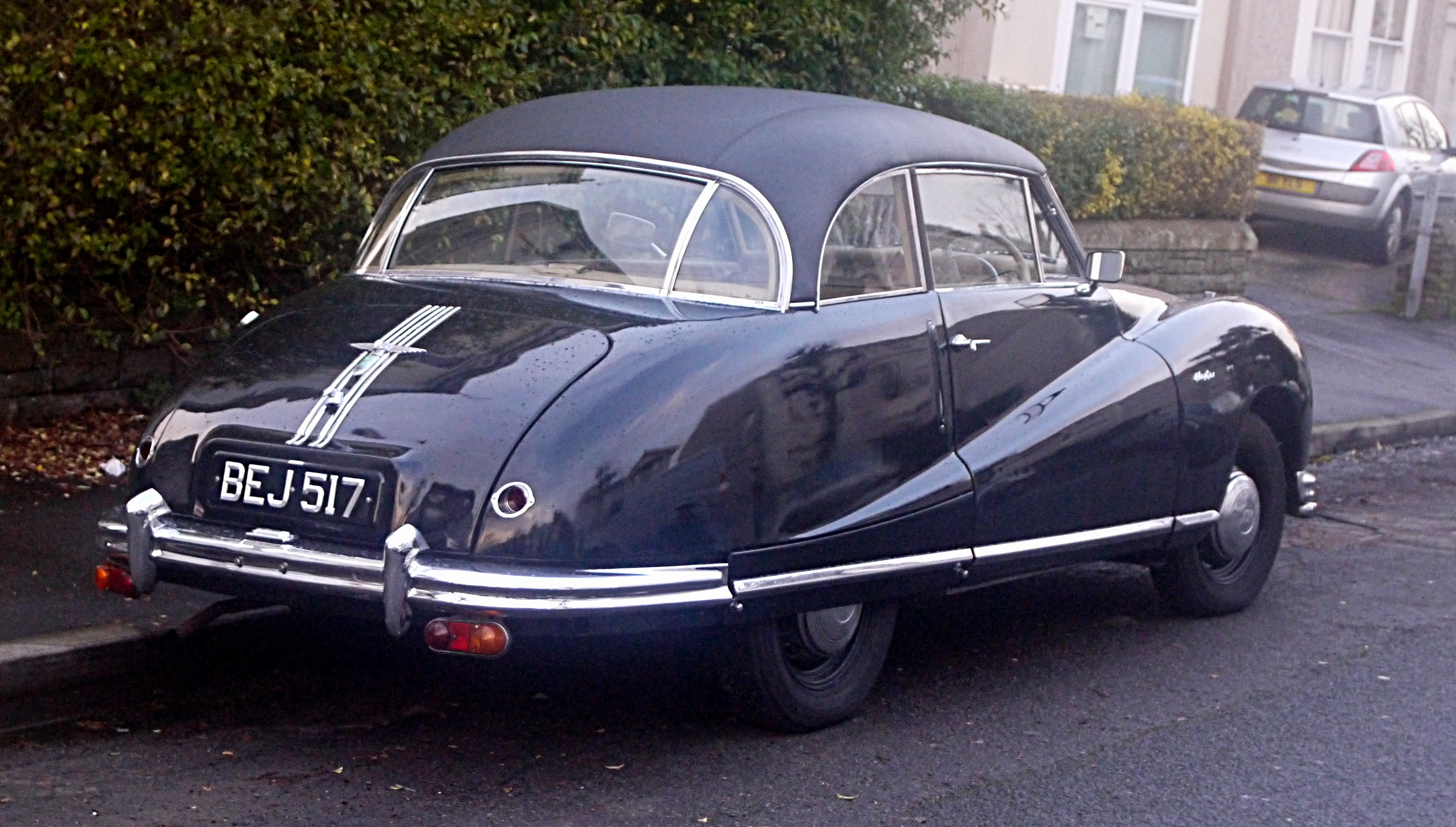
Austin A90 Atlantic Sports Saloon: un cupé deportivo de dos puertas (1951)

El Atlantic fue uno de los primeros coches de posguerra concebidos desde cero por Austin, y se dice que fue diseñado a partir de un pequeño boceto realizado por Leonard Lord, entonces presidente de Austin y más tarde de British Motor Corporation (BMC); aunque probablemente fue obra del estilista argentino residente de Austin, Dick Burzi.[cita requerida]
Es casi seguro que el automóvil fue influido por un Alfa Romeo descapotable de 1946 carrozado por Pininfarina, lanzado unos meses antes de que se acabara de terminar en la fábrica de Longbridge a mediados de 1947 el prototipo del deportivo de color azul claro con motor de 16 CV, a punto de hacer su primera aparición en el departamento experimental y en las carreteras cercanas alrededor de la fábrica.
Con el edicto gubernamental de "Exportar o morir" (Export or die) entonces vigente y el acero asignado solo a aquellas actividades que generaban ingresos en dólares muy necesarios, el Atlantic fue diseñado específicamente para atraer los gustos norteamericanos (ciertos aspectos recuerdan a un Mercury de 1949 y el capó brillante parece similar al de los Pontiac Chieftain de la época).
El automóvil presentaba detalles novedosos, como un parabrisas envolvente, compuesto por una sección central de vidrio plano con pequeños paneles laterales curvos. Los guardabarros delanteros lucían sendos adornos con la "Flying A" (una letra "A" con alas) y se inclinaban hacia una cola redondeada, con faldones que rodeaban las ruedas traseras. En la rejilla de entrada de aire de estilo buzón se incorporó una tercera luz principal montada en el centro, y el lujo entonces novedoso de las ventanas y la capota accionados hidráulicamente. También incorporaba "indicadores intermitentes luminosos" en lugar de indicadores mecánicos al menos para el mercado de Estados Unidos y la opción de autorradios EKCO o HMV Autocrat.
El Austin de gama alta se ofreció en una serie de colores con nombres de "joya", como "verde espuma de mar" y "oro del desierto", pero pocos de estos nuevos y entonces atrevidos tonos metálicos se vendieron en el mercado del Reino Unido. El convertible, un cupé de tres ventanas y techo abatible, tenía una capota de tela simple, sin luces traseras (con ventanas de ópera), que empalmaba con la parte trasera de un riel de cabecera del parabrisas bastante grueso.
La versión de techo fijo, Sports Saloon con cinco ventanas, se podía adquirir con el techo pintado o tapizado en tela. Esto le dio el aspecto de un "descapotable o cabriolet"; pero sin filtraciones de agua o de aire. Muchas fotografías de este automóvil están rotuladas incorrectamente, debido a que es fácil confundir el modelo que tenía el techo rígido cubierto de tela con un descapotable. Como novedad final, la sección central de la ventana trasera envolvente de tres piezas se podía bajar al maletero, para mayor ventilación, gracias a una manivela situada sobre el parabrisas delantero.
Pocas personas en la Gran Bretaña natal del automóvil habían visto hasta entonces un coche de estilo futurista como el Atlantic, y ciertamente no de un fabricante convencional tan conservador como Austin. Sin embargo, las ventas del modelo se resintieron drásticamente con la aparición del deslumbrante nuevo Jaguar XK120, también presentado en el Salón del Automóvil de 1948.
Una rara unidad con carrocería familiar se pudo ver regularmente en la década de 1950, utilizada por los miembros de un convento en Leith, Escocia. El coche tenía una puerta trasera abatible y lucía unos inusuales paneles de techo de metacrilato curvos.

## Exportaciones
De una producción total de 7981 unidades, 3597 se exportaron, pero tan solo 350 fueron a los EE. UU. Este bajo nivel de ventas en Norteamérica se produjo a pesar de la gran campaña de promoción organizada por Austin, incluidos los 63 récords de coches de serie batidos en el circuito de Indianápolis en abril de 1949 por Alan Hess, Charles Goodacre y Dennis Buckley, y a pesar de la reducción del precio en 1000 dólares para 1949. Pero el motor de cuatro cilindros y 2,7 litros no se podía comparar en potencia con los motores V8 americanos, a pesar de su razonable rendimiento. Algunos de estos motores se utilizaron en versiones civiles del todoterreno Austin Champ.
El coche tuvo más éxito en las antiguas colonias británicas, Europa, Escandinavia y Australasia.

## Rendimiento
El Atlantic estaba impulsado por un motor basado en el probado diseño del propulsor OHV del Austin A70, pero aumentado a 2660 cm³ (3 L). El gran cuatro cilindros rendía 88 HP (66 kW) a 4000 rpm, y posteriormente se utilizó en el Austin-Healey 100.
Un descapotable probado por la revista británica The Motor en 1948 tenía una velocidad máxima de 91 mph (146,5 km/h) y podía acelerar de 0 a 60 mph (96,6 km/h) en 16,6 segundos, con un consumo de combustible de 21,7 millas por galón imp (13,0 L/100 km; 18,1 mpgAm). El automóvil de prueba, que tenía la capota y la ventana opcionales accionados hidráulicamente (40 libras extra), costaba 824 libras, impuestos incluidos.
La conducción, sin ser sobresaliente, era adecuada para la época. Montaba suspensión independiente con muelles en la parte delantera y ballestas en la parte trasera, empleando amortiguadores de brazo de palanca, que daban como resultado un característico 'movimiento oscilante' sobre superficies irregulares. La mecánica era algo menos exótica que la carrocería envolvente: el chasis y el tren de rodadura se basaban en los de la berlina Austin A70 Hampshire de 1949, que no debe confundirse con el más modesto A40 Devon. Los frenos eran inicialmente una mezcla de accionamiento hidráulico (delanteros) y mecánico (traseros) con 11 plg (279 mm) de diámetro, reemplazados por una configuración de frenos hidráulicos por completo a partir de 1951 en el cupé de techo rígido (berlina), incluyendo tambores con aletas de gran diámetro y ruedas ventiladas. Esto hizo que el frenado fuera eficiente durante el tiempo necesario para detener por completo las 26 Lc (1320,9 kg) del vehículo.

## Longevidad
La ausencia de un diseño que tuviera en cuenta los problemas de oxidación, se tradujo en la presencia de multitud de huecos donde se podía acumular el barro, causando una rápida corrosión, un fenómeno común entre muchos diseños británicos apresurados de la posguerra. Como consecuencia de ello, muchos Atlantic se desguazaron con el fin de proporcionar repuestos para los Austin-Healey 100, de forma que muy pocos ejemplares sobrevivieron hasta la década de 1970, y mucho menos alcanzaron el siglo siguiente. En el Reino Unido hoy en día, se estima que sobreviven menos de 60, la mitad de ellos en condiciones de circular.[cita requerida]